# Krängung

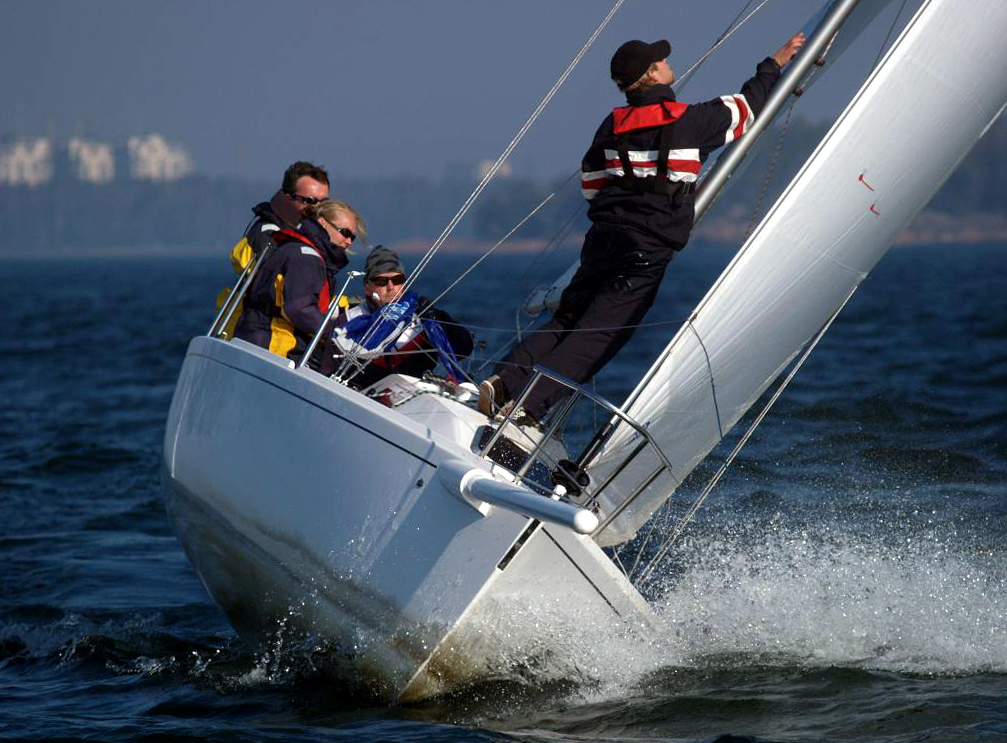
Krängung eines Segelbootes durch Winddruck auf die Segel

Krängung bezeichnet die Neigung von Wasserfahrzeugen zur Seite, also eine Drehung um die Längsachse. Die Krängung ist eine kurzzeitige oder zumindest kontrollierte Rollbewegung, die das Schiff in Schräglage bringt. Der Begriff Schlagseite wird verwendet, wenn die Seitenlage unerwünscht und potentiell gefährlich ist. Der sogenannte Kenterwinkel bezeichnet den Winkel (ausgehend von der Normallage), bei dem das Schiff kentert – eine lebensgefährliche Situation, die daher mit allen Mitteln zu vermeiden gesucht wird.

## Ursachen

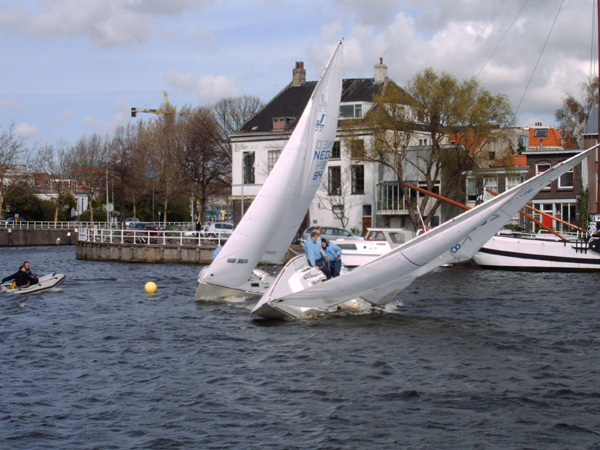
Sehr starke Krängung bei einem Segelboot mit lateralem Einsinken in das Wasser in Lee

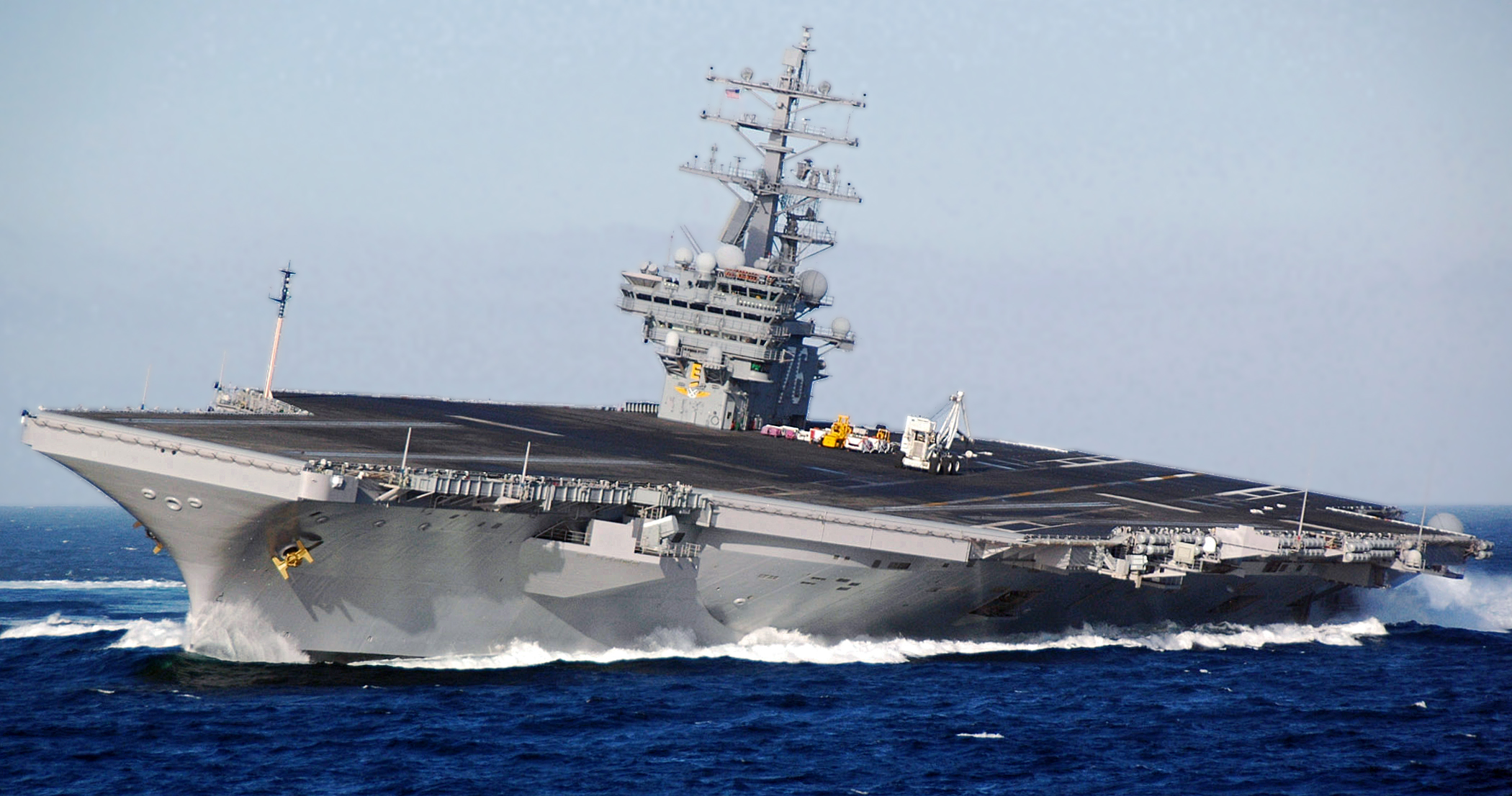
Der Flugzeugträger Ronald Reagan krängt während Rudertests.

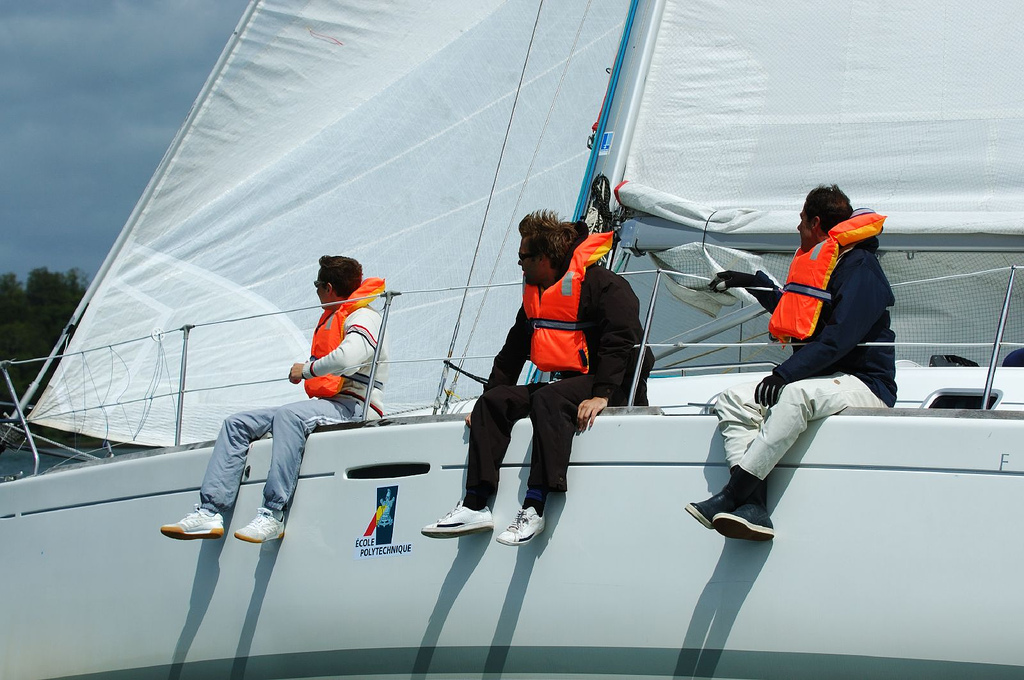
Sitzen auf der „hohen Kante“, um Krängung zu vermindern

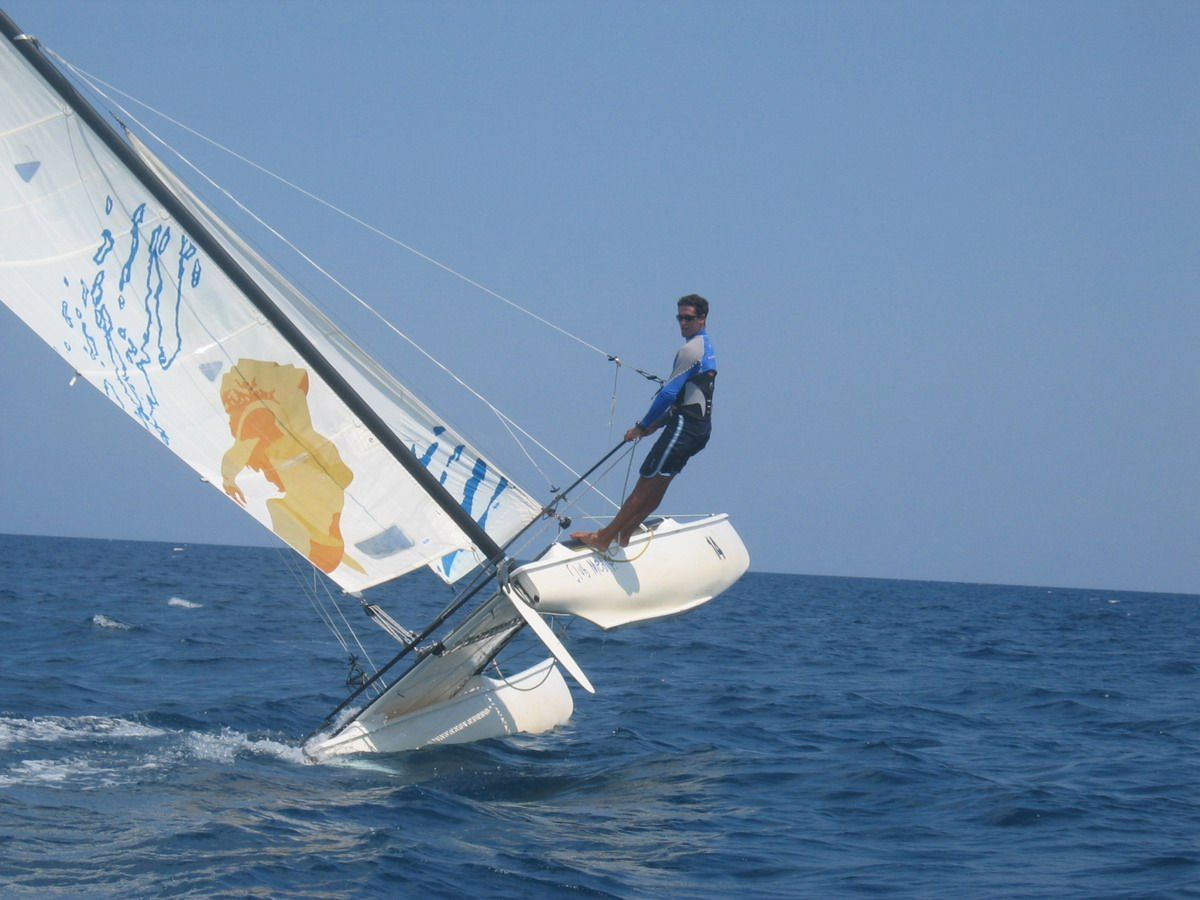
Kleine Katamarane können bei Krängung auf einem Rumpf gesegelt werden.

Die Krängung oder Schlagseite kann verschiedene Ursachen haben. Einige davon sind auf See völlig normal und in gewissem Rahmen unvermeidlich. Die resultierende Schräglage ist für das Schiff und seine Besatzung harmlos, sofern sie in vom Schiffstyp vorgegebenen Grenzen bleibt. Ingenieure nehmen umfangreiche Stabilitätsberechnungen vor, um den Kenterwinkel vorauszusehen und so zu planen, dass er unter den für das Schiff vorgesehenen Bedingungen nicht erreicht wird.
Krängende Drehmomente (auch kurz Momente genannt) am Schiff werden verursacht durch:
- Seegang: Zunehmende Wellenhöhen führen zwangsweise zu einer zunehmenden Roll- oder Stampfbewegung, abhängig von der Wellenrichtung im Vergleich zum gefahrenen Kurs. Die Schiffe werden so gebaut, dass sie diese bis zu einer gewissen Grenze schadlos überstehen können. Schiffsstabilisatoren werden bei großen Schiffen eingesetzt, um den Effekt zu verringern, denn starkes Rollen kann unangenehme Seekrankheit nach sich ziehen.
- Winddruck, besonders bei Segelschiffen. Beim Segeln am Wind ist eine gewisse Krängung unvermeidlich. Seegehende Yachten haben daher einen Kenterwinkel in der Größenordnung von 120°. Der Winddruck kann das Schiff also maximal bis aufs flache Wasser drücken. Dies gilt nicht für Mehrrumpfboote, hier muss rechtzeitig gerefft werden.
- Fliehkräfte im Drehkreis. Dies kann insbesondere Motorbooten zum Verhängnis werden, wenn sie zu schnell zu enge Kurven fahren.
- Probleme mit der Ladung:
  - Verrutschen der Ladung (etwa beim Unglück der Pamir)
  - ungünstigen Gewichtstrimm; fehlender Ballast z. B. in den Ballasttanks
  - Vereisung der Decksladung
  - Laden und Löschen von Schwergut
- asymmetrische Wasseraufnahme; u. a.:
  - eindringendes Wasser durch Beschädigung des Schiffes
  - eingesetztes Löschwasser bei der Brandbekämpfung (siehe z. B. Normandie und Forrestal)
- seitlicher Trossenzug

## Messung der Krängung
In der heutigen Zeit wird der Krängungswinkel mit einem elektronischen oder mechanischen Neigungsmesser gemessen, der starr mit dem Schiffskörper verbunden ist.
Die Krängungsmessung kann auch mit einem oder mehreren Loten erfolgen, die über die Länge des Schiffs verteilt werden. Die Lotlänge muss mindestens 3 m und sollte nicht mehr als 10 m betragen, denn bei größeren Lotlängen kann durch Eigenschwingungen der Lote die Ablesegenauigkeit abnehmen. Die Lote sollten in Wasserkästen hängen. Um die Eigenschwingung der Lote zu verhindern, sind an den Loten Dämpfungsflächen anzubringen. Den Krängungswinkel bestimmt man aus der Lotlänge und dem Lotausschlag, der an einer Messlatte abgelesen wird, die über den Wasserkasten gelegt ist.

## Gefahren
Eine starke Krängung kann zum Kentern des Schiffes führen. Entweder führt die Krängung zum Wassereinbruch oder Verrutschen der Ladung, oder die angreifenden Kräfte sind so groß, dass die aufrichtenden Kräfte des Schiffskörpers nicht mehr ausreichen.

## Segelschiffe
Bei Segelschiffen und Segelyachten wirkt der Kiel als Gegengewicht der Krängung entgegen. Dieser enthält bis zu 50 % der Masse des Schiffes und bewirkt so ein aufrichtendes Moment. Eine gewisse Krängung – je nach Bauart des Schiffes und Windstärke von 20 bis 45° – ist bei diesen Schiffen völlig normal und stellt keinerlei Gefahr für das Schiff dar.
Je stärker die Krängung, desto stärker wird aufgrund des Hebelgesetzes auch das aufrichtende Moment des Kiels (Prinzip des Stehaufmännchens). Einrumpf-Segelschiffe richten sich bis zu einer Krängung von 120° oder mehr wieder selbständig auf, können also faktisch nur bei sehr hohem Wellengang kentern. Kielboote gelten daher als kentersicher.
Bei Katamaranen oder Trimaranen ermöglichen die außermittigen Schwimmkörper einen größeren Wert für die Verlagerung des Auftriebsmittelpunktes und erzeugen dadurch ein aufrichtendes Moment. Katamarane kentern, wenn die Krängung 90° erreicht. Jollen haben keinen Kiel, sondern nur ein Schwert, das in der Regel nur über wenig Masse verfügt. Daher muss bei ihnen die Besatzung durch Ausreiten nach Luv der Krängung entgegenwirken.
Sowohl bei Kielbooten als auch bei Katamaranen oder Jollen kann die Krängung reduziert werden, indem sich die Besatzung „auf die hohe Kante setzt“, das heißt sich im Luv an die Reling setzt, oder die Segelfläche reduziert wird (Reffen).

## Mechanische Betrachtung
Ein schwimmendes Schiff nimmt bei konstanten Kräften von selbst immer eine Ruhelage ein. Gegen die Gewichtskraft des Schiffes {\displaystyle {\vec {G}}=m\cdot {\vec {g}}} stellt sich immer eine entsprechend große Auftriebskraft {\displaystyle {\vec {A}}} durch verdrängtes Wasser entgegen, wobei diese Auftriebskraft immer lotrecht (in z-Richtung, entsprechend der Erdbeschleunigung {\displaystyle {\vec {g}}}) steht:
{\displaystyle {\vec {G}}=-{\vec {A}}}
Betrachtet man ein Schiff, das in Ruhe liegt, so kann an drei Achsen eines lokalen Orthogonalsystems gedacht werden:
- Nullpunkt: Der Punkt, an dem die Auftriebskraft angreift
- x-Achse: Die Längsachse
- y-Achse: Die Querachse
- z-Achse: Die Vertikale, entsprechend der Richtung der Auftriebskraft

Rollen um Längsachse (x)
Stampfen um Querachse (y)
Gieren um die Hochachse (z)

Greifen Kräfte an, die nicht lotrecht sind, so gerät das Schiff in Bewegung; das schwimmende Schiff ist ein frei beweglicher Körper mit sechs Freiheitsgraden, daher kann es sechs verschiedene Bewegungen einzeln oder kombiniert ausführen:
- translatorische Bewegungen:
  - in Richtung der x-Achse   (vorwärts, rückwärts fahren)
  - in Richtung der y-Achse   (seitwärts driften)
  - in Richtung der z-Achse   (tauchen, sowohl statisch wie auch als Schwingung)
- rotatorische Bewegungen:
  - Drehung um die x-Achse   (Statisch: krängen – Schwingung: rollen)
  - Drehung um die y-Achse   (Statisch: trimmen – Schwingung: stampfen)
  - Drehung um die z-Achse   (Kurswechsel: drehen – Schwingung: gieren)

Einfaches Beispiel, die Bewegung vorwärts: Übt ein Antrieb – Schiffsschraube oder Riemenpaar – eine Kraft F in x-Richtung auf das Schiff aus, so wird es vorwärts bewegt.
Die Krängung (Drehung um die x-Längsachse) entsteht, wenn eine zusätzliche Kraft {\displaystyle {\vec {K}}} (durch Ladung oder Wind) in y- oder z-Richtung nicht durch den Auftriebsmittelpunkt A geht und dadurch ein Moment {\displaystyle {\vec {M}}_{x}} um die x-Achse erzeugt. Dieses Moment bewirkt eine Drehung des Schiffes um die x-Achse.
Beispiel Ladung
Ein Schiff wird auf einer Seite mit einem Container außermittig beladen, der Container erzeugt durch sein Gewicht eine Kraft {\displaystyle {\vec {K}}} in z-Richtung, deren Wirkungslinie um die Strecke {\displaystyle {\vec {r}}_{k}} vom Auftriebsmittelpunkt bzw. Schwerpunkt verschoben ist. Der seitliche Abstand (Projektion auf die y-Achse) vom Schwerpunkt sei {\displaystyle y_{k}}. Damit ergibt sich ein Moment um die x-Achse:
{\displaystyle {\vec {M}}={\vec {r}}_{k}\times {\vec {K}}}
{\displaystyle M_{x}=y_{k}\cdot K_{z}}
Dieses Moment dreht das Schiff um die x-Achse. Dadurch verlagern sich der Auftriebspunkt A und der Gewichtskraftpunkt G des Schiffes um die Strecke {\displaystyle y_{a}} und {\displaystyle y_{g}}. Daraus ergeben sich zwei neue Momente, die entgegen dem Moment {\displaystyle {\vec {M}}_{x}} wirken können und damit das Schiff in ein neues Gleichgewicht bringen. Für einen Gleichgewichtszustand muss gelten, dass die Summe der Momente gleich Null ist:
{\displaystyle \sum {\vec {M}}_{i}=0}
Dann muss für das Schiff mit dem Container
{\displaystyle {\vec {M}}_{x}={\vec {r}}_{k}\times {\vec {K}}+{\vec {r}}_{g}\times {\vec {G}}+{\vec {r}}_{a}\times {\vec {A}}=0}
gelten. ({\displaystyle r_{a}} und {\displaystyle r_{g}} ergeben sich in Abhängigkeit von der Konstruktion des Schiffes)
Entsteht die veränderte Schwimmlage auf glattem Wasser durch eine konstante Kraft oder durch die Ladungsverteilung, werden die statischen Begriffe verwendet (hier: Krängung). Durch Einwirkung von Wellen und Windböen kommt es zu Schwingungen (hier: Rollschwingung).